# ماريانو غونزاليز
ماريانو نيكولاس غونزاليس (بالإسبانية: Mariano González)‏، من مواليد 5 مايو 1981 في تانديل في الأرجنتين، لاعب كرة قدم أرجنتيني.
بدأ مسيرته الكروية مع نادي راسينغ كلوب في عام 2001، ولعب معهم حتى عام 2004، وشارك معهم في 64 مباراة وسجل 14 هدف، وفي عام 2004 انتقل إلى نادي باليرمو الإيطالي، ولعب معهم حتى عام 2006، وشارك معهم في 51 مباراة وسجل 4 أهداف، وهو الآن يلعب ضمن صفوف فريق بورتو البرتغالي بعد أن سبق له وان احترف في نادي إنتر ميلانو الإيطالي.
و قد بدأ باللعب مع منتخب الأرجنتين لكرة القدم في عام 2004.

## روابط خارجية
- ماريانو غونزاليز على موقع الاتحاد الدولي (مؤرشف)  (الإنجليزية)
- ماريانو غونزاليز على موقع قاعدة بيانات كرة القدم.إي يو (الإنجليزية)
- ماريانو غونزاليز على موقع ناشيونال فوتبول تيمز (الإنجليزية)
- ماريانو غونزاليز على موقع Soccerway.com (الإنجليزية)
- ماريانو غونزاليز على موقع عالم كرة القدم.نت (الإنجليزية)
- ماريانو غونزاليز على موقع أوليمبيديا (الإنجليزية)